# Ernst Otto Schlick
Ernst Otto Schlick (Grimma, 16 giugno 1840 – Amburgo, 10 aprile 1913) è stato un ingegnere tedesco. Egli, insieme a Henry Bessemer tentò di risolvere il problema della rotazione delle navi con l'installazione di grandi giroscopi pesanti. Anche se questi si rivelarono troppo ingombranti, sono gli antenati dei giroscopi usati sugli autopiloti.

## Vita
Schlick ebbe grande talento per l'ingegneria che lo portò, nel 1858, all'Università Tecnica di Dresda. Schlick fondò un cantiere navale nel 1869 sempre a Dresda, che si occupava della costruzione di navi fluviali specializzate. Nel 1875 entrò a far parte come direttore del cantiere del Nord Werft a Kiel e nel 1892 fu direttore del Bureau Veritas di Amburgo. Dopo dodici anni come direttore del Germanischer Lloyd ad Amburgo si ritirò nel 1908.
Furono importanti per l'industria della costruzione navale del tempo i suoi studi sulle vibrazioni in vapore.